# Phylloptera signata
Phylloptera signata är en insektsart som beskrevs av Piza Jr. 1981. Phylloptera signata ingår i släktet Phylloptera och familjen vårtbitare. Inga underarter finns listade i Catalogue of Life.